# Vittoria Piancastelli
Maria Vittoria Piancastelli Tracquilio (Roma, 20 marzo 1965 – Roma, 12 settembre 2015) è stata un'attrice italiana.

## Biografia
Oltre a prendere parte al cast di molte fiction televisive italiane, tra cui Ho sposato uno sbirro 2 con Flavio Insinna, Valeria medico legale, Il giudice Mastrangelo, Il bambino della domenica, Lo smemorato di Collegno, l'attrice portò le sue doti di passione e ironia anche al cinema e in teatro.
Tra le pellicole cinematografiche italiane in cui lavorò, si ricordano Tre uomini e una gamba e La cena.
Per il teatro, dopo il diploma al Laboratorio di esercitazioni sceniche di Gigi Proietti, lavorò tra gli altri con Anatoli Vassiliev, Giancarlo Sepe, Armando Pugliese.
È morta il 12 settembre 2015 all'età di 50 anni per una grave malattia. Venne sepolta nel cimitero comunale di Scario, nel Cilento, paese natale del marito, l'attore Bruno Cariello, con il quale ebbe un figlio.

## Filmografia

### Cinema
- Tre uomini e una gamba, regia di Aldo, Giovanni e Giacomo e Massimo Venier (1997)
- Matrimoni, regia di Cristina Comencini (1998)
- La cena, regia di Ettore Scola (1998)
- La fame e la sete, regia di Antonio Albanese (1999)
- Non ti muovere, regia di Sergio Castellitto (2004)
- Un'estate al mare, regia di Carlo Vanzina (2008)
- La fidanzata di papà,  regia di Enrico Oldoini (2008)
- La scuola è finita, regia di Valerio Jalongo (2010)

### Televisione
- Ultimo, regia di Stefano Reali - miniserie TV (1998)
- Giornalisti - serie TV (2000)
- Valeria medico legale - serie TV (2000)
- Il giudice Mastrangelo - serie TV (2005-2007)
- Il bambino della domenica - miniserie TV (2008)
- Lo smemorato di Collegno, regia di Maurizio Zaccaro - miniserie TV (2009)
- Un medico in famiglia 6 - serie TV (2009)
- Ho sposato uno sbirro 2 - serie TV (2010)
- Don Matteo 8 - serie TV (2011)
- Tutta la musica del cuore - miniserie TV (2012)

## Teatro
- Grazie, le faremo sapere, scritto diretto e interpretato da Carola Silvestrelli.

## Riconoscimenti
- Nel 1991 riceve il Premio Hystrio alla Vocazione.